# Скрипник Андрій Ігорович
Андрій Ігорович Скрипник (1996—2022) — молодший сержант збройних сил України, учасник російсько-української війни.

## Життєпис
Народився 14 грудня 1996 року, закінчив загальноосвітню школи № 3.
Строкову військову службу пройшов у Одеському прикордонному загоні.
З початком повномасштабного вторгнення захищав Україну в лавах 61-механізованої бригади.
Загинув 1 грудня 2022 року на Херсонщині.

## Нагороди
- Орден «За мужність» III ступеня (9 серпня 2024, посмертно) — за особисту мужність, виявлену у захисті державного суверенітету та територіальної цілісності України, самовіддане виконання військового обов'язку[1].
- Відзнака командира військової частини «За оборону рідної держави»[2].